# Bray Wyatt
Windham Lawrence Rotunda, meglio conosciuto con il ring name Bray Wyatt (Brooksville, 23 maggio 1987 – Clermont, 24 agosto 2023), è stato un wrestler statunitense.
Wrestler di terza generazione, avendo seguito le orme del nonno Blackjack Mulligan, del padre Mike Rotunda, e di due zii, Barry e Kendall Windham, militò in WWE dal 2009 al 2023, vincendo due volte l'Universal Championship e una volta il WWE Championship, il Raw Tag Team Championship (con Matt Hardy) e lo SmackDown Tag Team Championship (con Luke Harper e Randy Orton). Durante il periodo nella Florida Championship Wrestling detenne invece due volte il Florida Tag Team Championship (con Bo Rotundo).

## Carriera

### WWE (2009–2023)

#### Florida Championship Wrestling (2009–2010)
Windham Rotunda debuttò nella Florida Championship Wrestling, territorio di sviluppo della WWE, nell'aprile del 2009 come Duke Rotundo. Il 23 giugno 2009 vinse il suo primo titolo, l'FCW Florida Tag Team Championship, assieme a suo fratello Bo Rotundo battendo Kris Logan e Justin Gabriel.

#### The Nexus (2010–2011)
Rotunda, con il ring name "Husky Harris", debuttò nella seconda stagione di NXT, con Cody Rhodes come suo pro perdendo il suo primo match contro MVP e Percy Watson. 

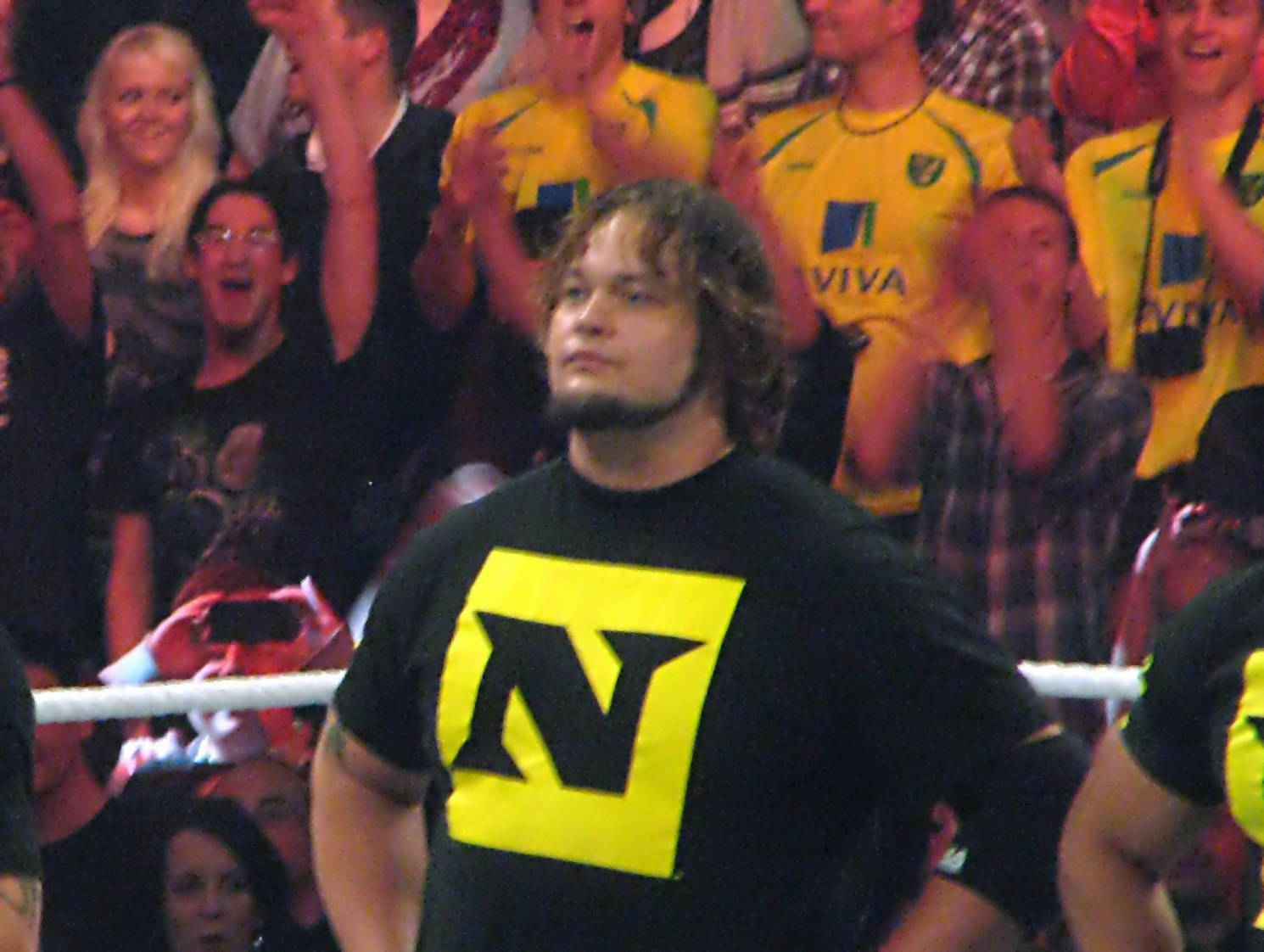
Husky Harris nel 2010

Harris apparve al pay-per-view Hell in a Cell, assieme a Michael McGillicutty, facendo vincere Wade Barrett ai danni di John Cena. I due continuarono ad attaccarlo nelle settimane successive, fino a quando, Barrett non decise di farli entrare nel Nexus, nonostante una sconfitta contro Cena e Randy Orton. 
Il 31 gennaio 2011 Harris e McGillicutty non riuscirono a conquistare il WWE Tag Team Championship contro i campioni Santino Marella e Vladimir Kozlov. Successivamente fu colpito dal Punt Kick di Randy Orton e poco dopo giunse la notizia dell'infortunio di Husky Harris con conseguente assenza dalla scene per qualche mese, storyline messa in atto per giustificare l'assenza di Harris, nel frattempo rimandato alla Florida Championship Wrestling, per affinare ulteriormente le sue capacità.

#### Ritorno in FCW (2011–2012)
Nel marzo 2011 Windham Rotunda fu rimandato in FCW per riprendere la sua crescita verso il roster principale. Qui adottò la nuova gimmick del lottatore mascherato "Axl Mulligan", ma il personaggio non venne mai presentato negli show FCW, e Rotunda riprese l'identità di Husky Harris. In agosto rimase coinvolto nel feud tra Bo Rotundo (allora detentore dell'FCW Florida Heavyweight Championship) con Lucky Cannon e Damien Sandow. In seguito i due fratelli lottarono in coppia per sconfiggere Cannon e Sandow. Successivamente a causa di un infortunio di Bo Rotundo, il titolo FCW fu reso vacante e Harris prese parte ad un fatal four-way match per il titolo insieme a Dean Ambrose, Leo Kruger e Damien Sandow. Fu sconfitto quando Richie Steamboat (a bordo ring nell'angolo di Ambrose) lo colpì con un superkick. Di conseguenza, nacque una faida tra Harris e Steamboat. Harris sconfisse Steamboat in un bullrope match ponendo fine al feud. Il 2 febbraio 2012, Harris e Bo Rotundo sconfissero Brad Maddox ed Eli Cottonwood conquistando il vacante FCW Florida Tag Team Championship. I due difesero con successo la cinture contro Antonio Cesaro e Alexander Rusev, per poi essere sconfitti da Corey Graves & Jake Carter il 15 marzo.

#### The Wyatt Family (2012–2014)

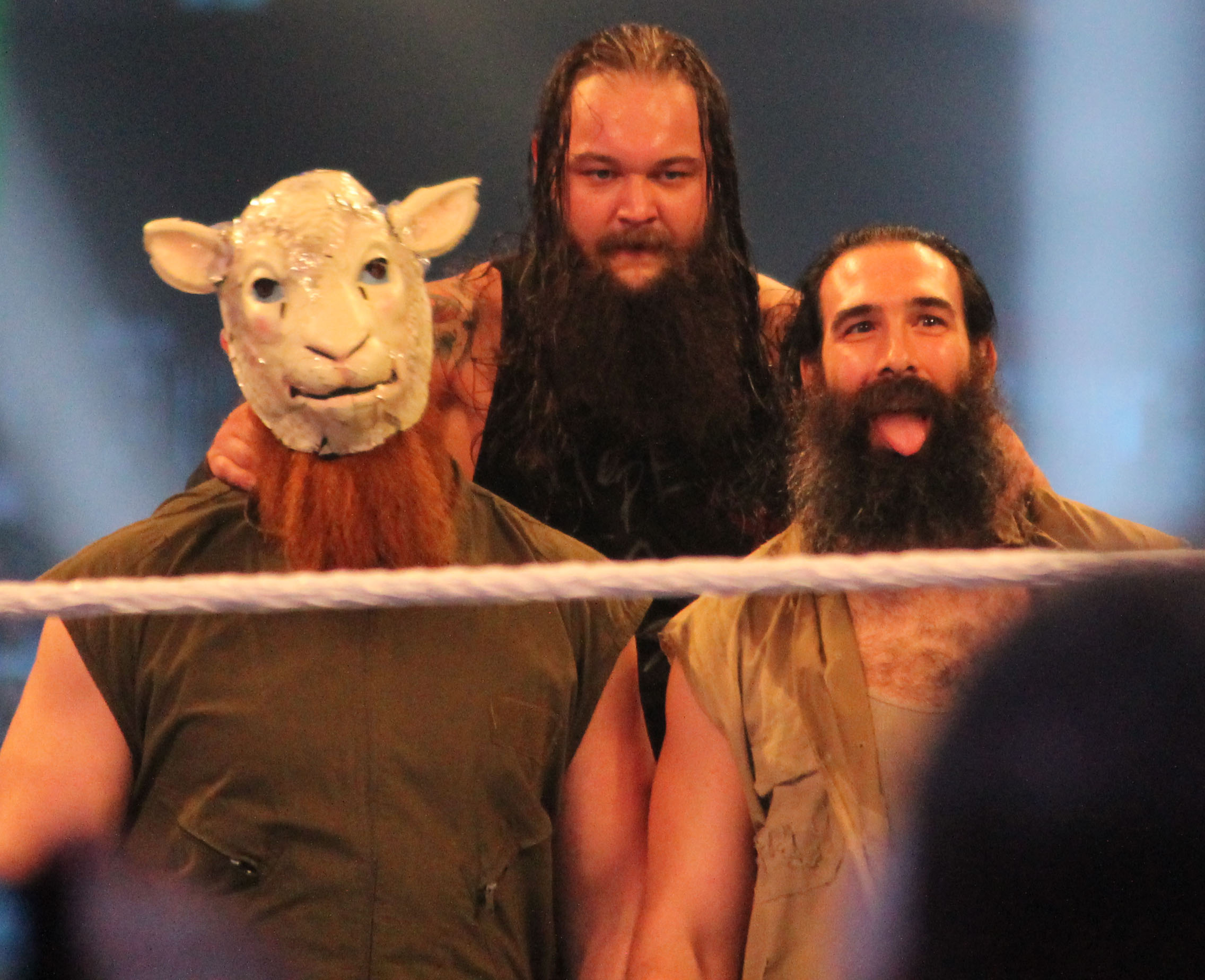
La Wyatt Family nel 2014: Erick Rowan, Bray Wyatt e Luke Harper

Con la nuova gimmick di Bray Wyatt, Rotunda ritornò a NXT, presentandosi con un'entrata bizzarra e sconfiggendo Aiden English dopo aver dominato per tutto il match.
Nella puntata del 7 novembre, Wyatt ritornò dopo essere stato infortunato per due mesi circa presentando la sua stable, la Wyatt Family, e il suo primo membro, Luke Harper, che sconfisse Jason Jordan. Wyatt combatté il suo primo match dal ritorno dall'infortunio nella puntata di NXT del 21 febbraio 2013, sconfiggendo Yoshi Tatsu. Wyatt e la Family (ora arricchita con l'ingresso di Erick Rowan) cominciarono quindi una faida con Corey Graves e Kassius Ohno; Wyatt sconfisse il primo Il 22 maggio e la settimana successiva eliminò entrambi nel corso di una 18-man battle royal per determinare lo sfidante all'NXT Championship, anche se venne poi eliminato da Adrian Neville.

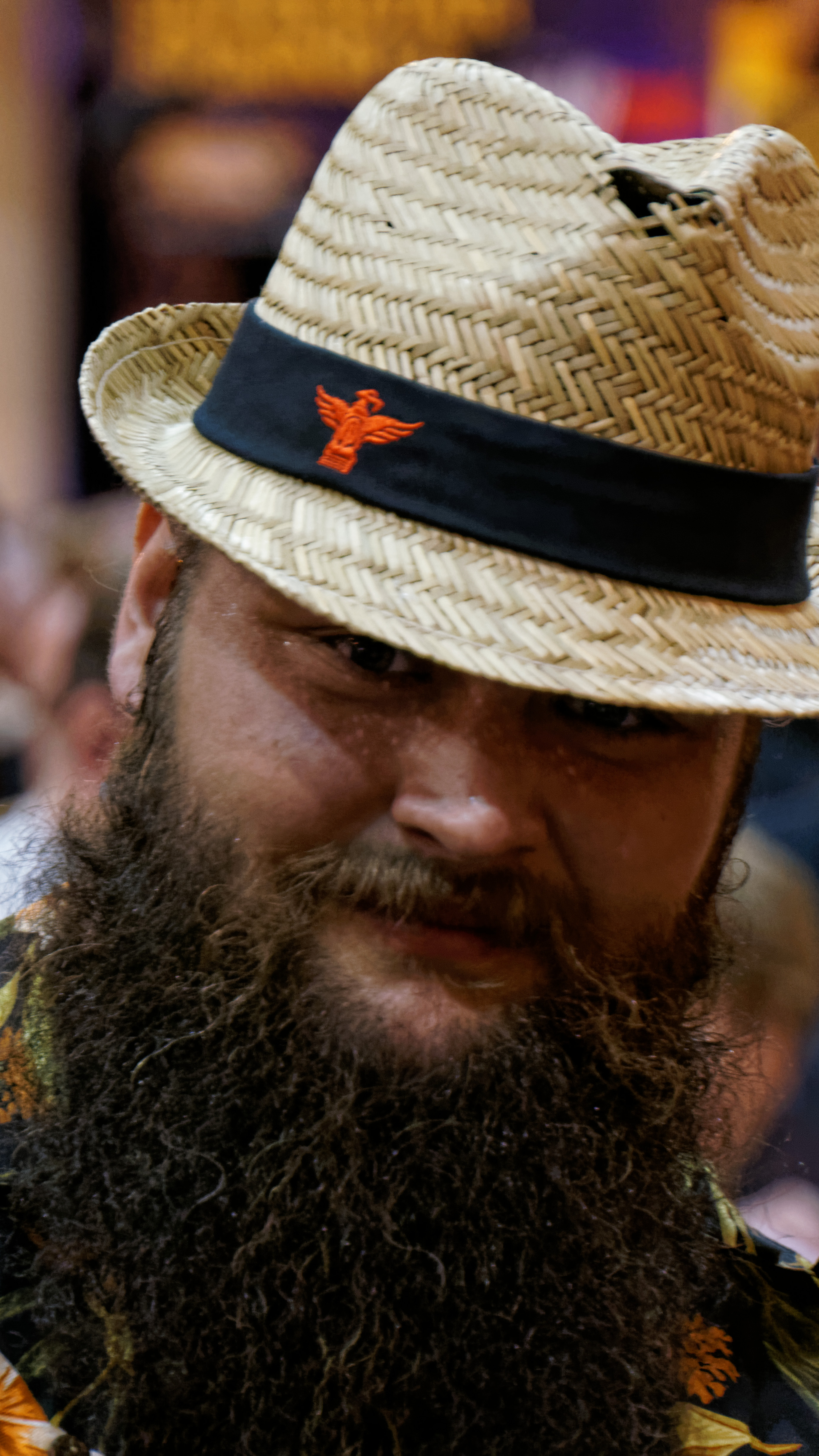
Bray Wyatt come leader della Wyatt Family (2014)

Dalla puntata di Raw del 27 maggio, la WWE cominciò a mandare in onda alcuni promo promuoventi l'imminente debutto della Wyatt Family; I tre debuttarono nel main roster nel corso della puntata di Raw dell'8 luglio, dove aggredirono Kane, per continuare i propri attacchi contro R-Truth, Justin Gabriel, Drew McIntyre, Heath Slater e Jinder Mahal. Al ritorno di Kane nella puntata di Raw del 29 luglio, la Family lo attaccò ancora una volta dopo il suo match contro Daniel Bryan. La faida proseguì e Kane sfidò Wyatt a un ring of fire match per SummerSlam, match vinto da Wyatt, grazie alle interferenze dei suoi compagni.
Nell'ultima puntata di Raw del 2013, Daniel Bryan affrontò in un gauntlet match i tre membri della Family, riuscendo a sconfiggere Harper e Rowan ma vincendo solo per squalifica contro Wyatt; quest'ultimo, assieme agli altri due, attaccò poi Bryan, chiedendogli per un'ultima volta se volesse entrare nella Family. Bryan risponde di sì annunciando il suo ingresso nella stable; Wyatt lo colpì allora con la Sister Abigail conducendolo con sé fuori dal ring. A Royal Rumble sconfisse lo stesso Bryan e, poco dopo, aggredì John Cena durante il suo incontro con Randy Orton. Ad Elimination Chamber, Wyatt, insieme a Rowan e Harper, sconfisse lo Shield, per poi interferire nell'elimination chamber match, causando l'eliminazione di John Cena. Nelle puntate successive di Raw e SmackDown, continuarono a perseguitare Cena, fino al match tra quest'ultimo e il leader della Family, svoltosi a WrestleMania XXX, dove fu Cena a trionfare. La faida proseguì nelle settimane successive e ad Extreme Rules Wyatt si prese la sua rivincita, sconfiggendo Cena in uno steel cage match. L'incontro conclusivo tra i due si tenne a Payback, dove Cena vinse in un last man standing match.
Nella puntata di SmackDown del 13 giugno sconfisse Dean Ambrose qualificandosi al Money in the Bank Ladder match valevole per il vacante WWE World Heavyweight Championship. La notte successiva a Raw, la Wyatt Family attaccò il rientrante Chris Jericho iniziando una faida con quest'ultimo. Wyatt tuttavia perse contro Jericho a Battleground, ma si prese la sua rivincita a SummerSlam vincendo definitivamente grazie ad uno steel cage match vinto a Raw l'8 settembre.

#### Competizione singola (2014–2015)
Dal 29 settembre furono mandate in onda delle scenette in cui Wyatt accennò a una separazione imminente della Wyatt Family, affermando che Luke Harper ed Erick Rowan "sono stati liberati". Wyatt tornò ad Hell in a Cell durante il main event tra Dean Ambrose e Seth Rollins, costando il match al primo. Ciò portò a un match tra Ambrose e Wyatt a Survivor Series, dove Wyatt vinse dopo che Ambrose si fece squalificare dopo aver colpito Wyatt con una sedia. Le azioni di Ambrose portarono a un tables, ladders and chairs match tra i due a TLC: Tables, Ladders and Chairs, che Wyatt vinse.
Dopo essere stato sconfitto da Ambrose a Tribute to the Troops in un boot camp match, Wyatt sconfisse il suo rivale il 22 dicembre a Raw in un Miracle on 34th street fight match. La faida terminò il 5 gennaio 2015 a Raw, con la vittoria di Wyatt in un ambulance match.
A Royal Rumble partecipò al royal rumble match entrando con il numero 5: rimase sul ring per 47 minuti riuscendo ad eliminare sei avversari, prima di venire a sua volta eliminato da Big Show e Kane. Dopo settimane di promo allusivi, nel corso del pay-per-view Fastlane Wyatt sfidò apertamente The Undertaker ad un match a WrestleMania 31. Il 9 marzo a Raw, Undertaker accettò la sfida e infine Wyatt fu sconfitto. In seguito ebbe una breve faida con Ryback che riuscì a battere a Payback.

#### Reunion della Wyatt Family (2015–2017)

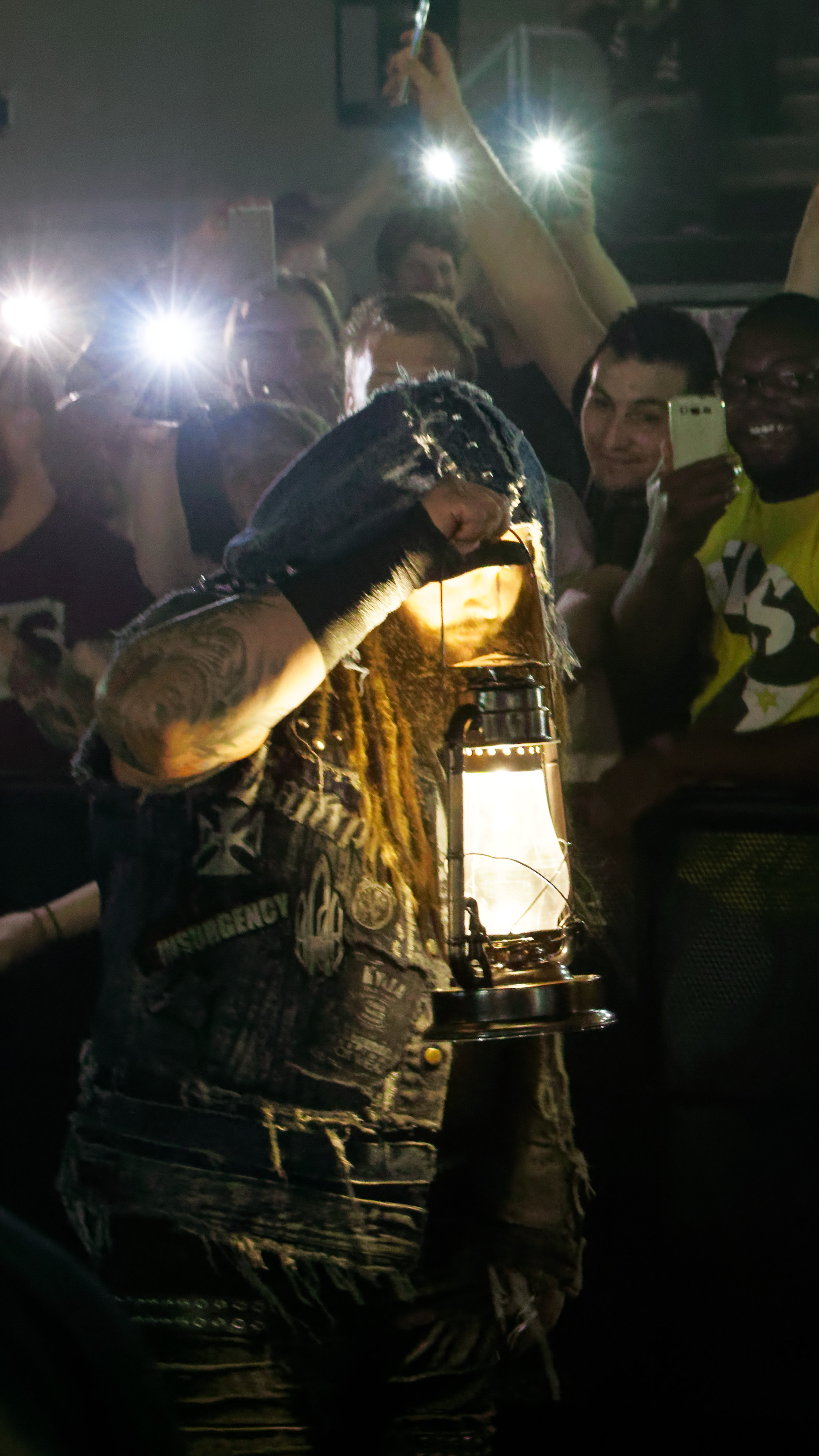
Bray Wyatt nel 2017

A Money in the Bank, Wyatt interferì nel Money in the Bank ladder match attaccando Roman Reigns, in quel momento intento a staccare la valigetta. Più tardi nella stessa sera venne annunciato che avrebbe affrontato Reigns a Battleground, dove Wyatt uscì vincitore con l'aiuto di Luke Harper, ex membro della Wyatt Family, riformando la stable (senza Erick Rowan, in quel momento infortunato ma che successivamente si riunì al gruppo). Nella puntata di Raw del 24 agosto, Wyatt introdusse un nuovo membro della Wyatt Family, Braun Strowman, che attaccò sia Dean Ambrose che Roman Reigns. A Night of Champions Wyatt, Harper e Strowman sconfissero Reigns, Ambrose e il rientrante Chris Jericho in un six-man tag team match. A Hell in a Cell fu sconfitto da Reigns, ma più tardi nella stessa serata attaccò The Undertaker portandolo via di peso nel backstage. La notte successiva, a Raw, Wyatt si confrontò con Kane, il quale venne attaccato dalla Family e anch'egli portato via nel backstage. Nella puntata di Raw del 9 novembre, i Brothers of Destruction fecero il loro ritorno attaccando la Wyatt Family. A Survivor Series, Wyatt e Harper persero contro i Brothers of Destruction in un tag team match. A TLC la Wyatt Family sconfisse il Team ECW in un Eight-man Tag team Elimination Tables match. Wyatt sfidò poi Brock Lesnar a Roadblock, rivelando poi che avrebbe affrontato Lesnar insieme a Luke Harper in un 2-on-1 handicap match, che poi perse. Per tutto il match Wyatt rimase fuori dal ring lasciando combattere Harper, in quanto pochi giorni prima venne riportato che Wyatt aveva sofferto di un infortunio alla schiena.
Durante il Draft, svoltosi nella puntata di SmackDown del 19 luglio, Wyatt fu la dodicesima scelta e la quinta per il roster di SmackDown. Questo causò il temporaneo scioglimento della Wyatt Family, essendo Luke Harper infortunato e Strowman trasferito a Raw, mentre Rowan rimase l'unico membro della Family rimastogli affiliato (essendo stato trasferito anche lui a SmackDown). L'ultima apparizione della Wyatt Family avvenne il 24 luglio a Battleground, dove Wyatt, Rowan e Strowman sconfissero il New Day in un match non titolato.
Il 23 agosto Wyatt sfidò Randy Orton, che definì un "danneggiato" come lui e la settimana dopo Orton accettò la sfida. L'11 settembre, a Backlash, i due si sarebbero dovuti affrontare, ma Orton diede forfait a causa di un'aggressione subita negli spogliatoi dallo stesso Wyatt. In sostituzione di Orton combatté Kane, che vinse l'incontro (un no holds barred match) grazie all'intervento decisivo di Orton. Wyatt si prese la sua rivincita su Orton, sconfiggendolo il 9 ottobre, a No Mercy, grazie all'intervento di Luke Harper di ritorno dall'infortunio. L'11 ottobre a SmackDown Harper e Wyatt affrontarono e batterono Randy Orton e Kane, mentre nell'episodio dello show blu del 25 ottobre Wyatt affrontò e sconfisse Kane in un no disqualification match grazie al turn heel di Randy Orton che, inaspettatamente, colpì proprio il Big Red Monster con la sua RKO. Successivamente, Orton si unì al duo, dichiarando di sentire il potere del male dentro di sé. Nella puntata di SmackDown dell'8 novembre la rinnovata formazione della Wyatt Family sconfisse Dean Ambrose, James Ellsworth e Kane. Il 20 novembre a Survivor Series, Wyatt prese parte al 5-on-5 Survivor Series elimination match come parte del Team SmackDown contro il Team Raw, risultando essere l'ultimo sopravvissuto insieme a Randy Orton.
Dopo essersi guadagnati un'opportunità titolata allo SmackDown Tag Team Championship, il 4 dicembre, a TLC: Tables, Ladders & Chairs, Wyatt e Orton sconfissero Heath Slater e Rhyno conquistando i titoli. Difesero con successo le cinture il 6 dicembre a SmackDown nella rivincita contro gli ex campioni. In seguito anche Harper fu riconosciuto come campione grazie alla "Freebird Rule". Persero i titoli il 27 dicembre a SmackDown, in favore degli American Alpha in un four corners elimination match includente anche Heath Slater e Rhyno e gli Usos, interrompendo il loro regno durato 23 giorni. Wyatt e Orton ebbero l'occasione di riconquistare i titoli il 10 gennaio a SmackDown, ma sono furono sconfitti a causa di un errore di comunicazione tra Orton e Luke Harper. Il 29 gennaio Wyatt partecipò al royal rumble match dell'omonimo pay-per-view entrando col numero 21 ma fu eliminato da Roman Reigns dopo ventiquattro minuti e undici secondi di permanenza. Durante l'incontro, Luke Harper eseguì un turn face, rivoltandosi contro i suoi compagni.
Il 12 febbraio, a Elimination Chamber, Wyatt vinse il match omonimo contro il campione John Cena, AJ Styles, Baron Corbin, Dean Ambrose e The Miz conquistando per la prima volta nella sua carriera il WWE Championship. Due giorni dopo a Smackdown, Wyatt difese con successo la cintura in un triple threat match includente AJ Styles e John Cena, nonostante un attacco da parte di Harper prima della contesa. Al termine del match, Randy Orton rifiutò di competere contro Wyatt a WrestleMania 33, nonostante fosse lo sfidante al titolo in quanto vincitore del royal rumble match. Questo però si rivelò essere solo un piano, da parte di Orton, per indebolire l'avversario: due settimane dopo, infatti, bruciò l'abitazione di Wyatt, per poi sfidarlo ufficialmente per il titolo. Dopo aver sconfitto Luke Harper nell'edizione di Smackdown del 28 marzo, il 2 aprile, a WrestleMania, Wyatt perse il WWE Championship contro Randy Orton, terminando il suo regno dopo 49 giorni.

#### Opportunità titolate (2017–2018)
Con lo Shake-up del 10 aprile venne trasferito nel roster di Raw. Qui continuò a lanciare messaggi criptici nei confronti del WWE Champion Randy Orton e di Finn Bálor. Il 30 aprile, a Payback, sconfisse Randy Orton in un house of horrors match grazie anche all'intervento di Jinder Mahal e dei Singh Brothers.
Il 4 giugno, ad Extreme Rules, partecipò ad un extreme rules fatal five-way match includente anche Finn Bálor, Roman Reigns, Samoa Joe e Seth Rollins per determinare lo sfidante all'Universal Championship di Brock Lesnar; il match, tuttavia, fu vinto da Joe. Dopo ciò, iniziò una breve faida con Seth Rollins, sconfiggendolo il 9 luglio a Great Balls of Fire e poi il giorno dopo a Raw. Quindi, Wyatt si inserì in una storyline con Finn Bálor, che sconfisse nell'edizione di Raw del 14 agosto. Il 20 agosto, a SummerSlam, Wyatt fu sconfitto da Bálor. In seguito, Wyatt chiese una rivincita all'irlandese, affermando che egli fosse riuscito a batterlo solo per via del "demone" dentro di lui, palesato dal trucco utilizzato nel match di Summerslam. Nella puntata di Raw dell'11 settembre Wyatt sconfisse Goldust, togliendogli nel post match il suo trucco per sbeffeggiare nuovamente Bálor. Successivamente, il 18 settembre a Raw, Wyatt sconfisse Dustin Rhodes (l'uomo dietro il personaggio di Goldust), dimostrando a Bálor di poterlo sconfiggere anche senza il suo trucco. Tuttavia, il 24 settembre a No Mercy, pur aggredendo l'avversario prima match, Wyatt fu nuovamente sconfitto da Bálor. I due si sarebbero dovuti affrontare nuovamente a TLC: Tables, Ladders & Chairs, ma Wyatt si ammalò di meningite e Bàlor affrontò AJ Styles.

#### Storyline con Matt Hardy (2018–2019)

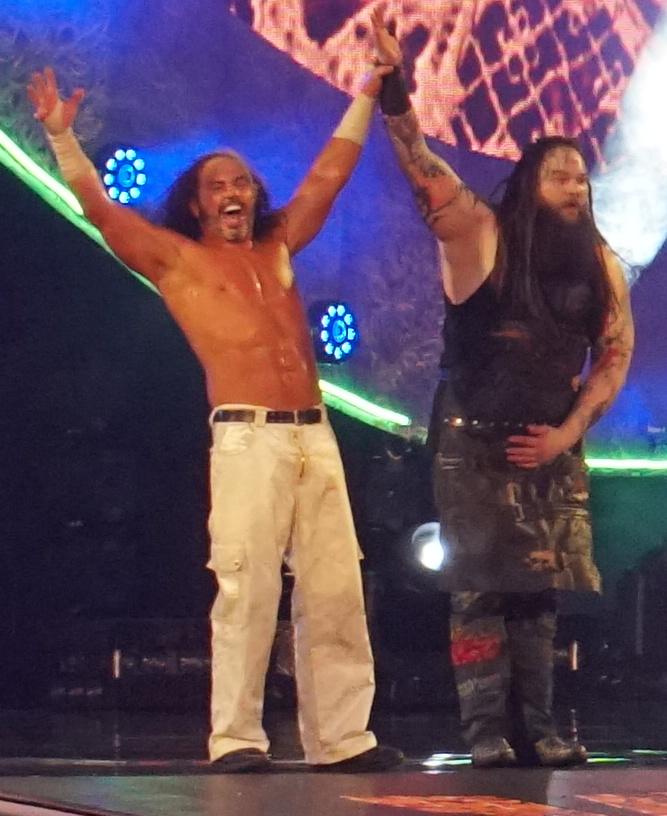
Wyatt e Matt Hardy a WrestleMania 34

Nella puntata di Raw del 27 novembre Wyatt sconfisse Matt Hardy e iniziò una rivalità con lui. Dopo settimane di promo e provocazioni, nell'edizione speciale di Raw per festeggiare il venticinquesimo anniversario dello show, tenutasi il 22 gennaio 2018, Wyatt sconfisse nuovamente Hardy. Il 28 gennaio, a Royal Rumble, Wyatt partecipò all'omonimo match entrando col numero 8 ma venendo eliminato da Matt Hardy. Nella puntata di Raw del 19 marzo andò in onda l'ultimate deletion match tra Wyatt e Matt Hardy all'interno dell'Hardy Compound (l'abitazione di Hardy), dove Hardy uscì vincitore grazie anche al ritorno del fratello Jeff; nel finale dell'incontro, Hardy spinse Wyatt nel Lago della Reincarnazione e, a seguito di ciò, Wyatt scomparve dalle scene per alcune settimane.
L'8 aprile 2018, nel kickoff di WrestleMania 34, Wyatt apparve nel finale dell'André the Giant Memorial Battle Royal favorendo la vittoria finale di Matt Hardy ed effettuando un turn face. Il 27 aprile, a Greatest Royal Rumble, i due formarono un tag team denominato "Deleters of Worlds" e conquistano il vacante Raw Tag Team Championship, sconfiggendo Cesaro e Sheamus. Il 15 luglio i due persero le cinture in favore di Bo Dallas e Curtis Axel) al pay-per-view Extreme Rules. Successivamente Wyatt si prese un lungo periodo di pausa dopo un infortunio occorso a Matt Hardy, segnando la fine del loro tag team.

#### The Fiend (2019–2021)

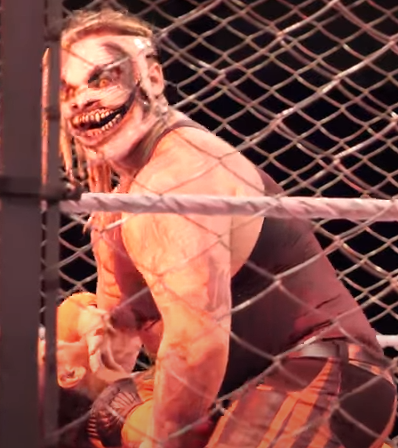
Bray Wyatt come "The Fiend" nel 2019

Dalla puntata di Raw del 22 aprile 2019 furono mandati in onda dei video su un programma per bambini, chiamato Firefly Fun House, in cui Bray Wyatt apparve con la gimmick di un presentatore di un programma per bambini, accompagnato dai pupazzi di una strega, una poiana, un coniglio e un maiale; con il passare del tempo, però, il programma divenne sempre più inquietante, fino a quando Wyatt mostrò un suo alter ego chiamato "The Fiend". Nella puntata di Raw del 15 luglio The Fiend apparve dal nulla attaccando Finn Bálor al termine di un match contro Samoa Joe; la settimana successiva attaccò Mick Foley utilizzando la sua nuova mossa finale, la Mandible Claw. Nella puntata di SmackDown del 23 luglio Wyatt, in borghese, accettò la sfida lanciatagli da Finn Bálor per SummerSlam. Qui Wyatt, sotto le sembianze del "Fiend", tornò a lottare dopo un anno sconfiggendo Bálor in tre minuti.
Nelle successive puntate di Raw, dalla sua Firefly Fun House, Wyatt lanciò ufficialmente la sfida a Seth Rollins per Hell in a Cell, dichiarando che il suo obiettivo fosse il WWE Universal Championship detenuto da Rollins. A Clash of Champions, "The Fiend" attaccò Seth Rollins alla fine del main event dello show. La sera seguente a Raw, Rollins accettò la sfida per l'imminente evento, chiedendo come stipulazione un hell in a cell match. All'evento, svoltosi il 6 ottobre, il match terminò in no-contest a causa dell'eccessiva brutalità di Rollins nei confronti di Wyatt, il quale successivamente attaccò Rollins con la Mandible Claw. Nella puntata di SmackDown dell'11 ottobre, durante il Draft 2019, Bray Wyatt passò a SmackDown, e quella stessa sera interruppe il match fra Roman Reigns e Seth Rollins. Il 31 ottobre, a Crown Jewel, Wyatt sconfisse Rollins in un falls count anywhere match conquistando il WWE Universal Championship. Dopo aver difeso con successo il titolo il 24 novembre, a Survivor Series 2019 contro Daniel Bryan, il 15 dicembre, a TLC: Tables, Ladders & Chairs, il 26 gennaio a Royal Rumble ancora contro Daniel Bryan, perse il titolo il 27 febbraio a Super ShowDown contro Goldberg dopo 119 giorni di regno. La sera seguente, a SmackDown, lanciò la sfida al rientrante John Cena a WrestleMania 36, proposta poi accettata dall'atleta di Boston. Il 26 marzo, nella seconda serata di WrestleMania 36, Wyatt sconfisse Cena in un Firefly Fun House match; durante l'incontro Wyatt ripercorse la carriera di entrambi, cambiando i ricordi di Cena, compreso il match tra i due avvenuto sei anni prima a WrestleMania XXX.
Nelle puntate di SmackDown successive a WrestleMania 36, Bray Wyatt iniziò una rivalità con il suo ex "discepolo" Braun Strowman, poiché desideroso di riprendersi il WWE Universal Championship. Il 10 maggio, a Money in the Bank, i due si affrontarono in un match titolato ma Strowman mantenne la cintura. Dopo una pausa di oltre un mese, Wyatt fece ritorno durante la puntata di SmackDown del 19 giugno, ripresentandosi con la sua vecchia gimmick di Eater of Worlds e sfidando nuovamente Strowman. Il 19 luglio, a The Horror Show at Extreme Rules, Wyatt sconfisse Strowman in un match non titolato, per poi conquistare il titolo il 23 agosto a SummerSlam in un falls count anywhere match, ma lo perse il 30 agosto a Payback, contro Roman Reigns in un no holds barred triple threat match comprendente anche Braun Strowman.
Il 20 dicembre, a TLC: Tables, Ladders & Chairs 2020, "The Fiend" Bray Wyatt fu sconfitto da Randy Orton in un Firefly Inferno match, al termine del quale Orton diece fuoco a "The Fiend". Il 21 marzo, a Fastlane, The Fiend tornò fuoriuscendo dal ring e attaccando Randy Orton, favorendo la vittoria di Alexa Bliss durante il loro intergender match. L'11 aprile, nella seconda serata di WrestleMania 37, venne sconfitto da Randy Orton (grazie al tradimento di Alexa Bliss) concludendo così la loro faida.
Il 31 luglio 2021, dopo diversi mesi di assenza dal ring, la WWE, attraverso una nota sul suo sito ufficiale, annunciò il suo licenziamento.

#### Ritorno (2022–2023)
Dopo settimane di indizi durante le varie puntate di Raw e SmackDown, l'8 ottobre, ad Extreme Rules, fece il suo ritorno in WWE dopo un anno di assenza subito dopo il fight pit match tra Matt Riddle e Seth Rollins. Successivamente, iniziò una rivalità con LA Knight, ma incolpò un individuo di nome "Uncle Howdy" dietro ad alcuni assalti, e Knight lo sfidò ad un match per Royal Rumble, sfida che Wyatt accettò durante la puntata di SmackDown del 30 dicembre. La settimana successiva, fu reso noto che l'incontro sarebbe stato un Mountain Dew pitch black match, dove Wyatt riuscì a trionfare.

## Morte
Il 24 agosto 2023, tramite Twitter, Triple H diede l'annuncio della morte di Rotunda, avvenuta a causa di un infarto all'età di 36 anni. Fin da febbraio iniziò a soffrire di una malattia non precisata, che secondo quanto riferito stava mettendo a rischio la sua vita. Secondo i resoconti, alcuni giorni prima della sua morte, fece alcuni progressi positivi verso la guarigione. Poco dopo il decesso, fu rivelato che la malattia che lo aveva colpito era il COVID-19, che esacerbò una problematica condizione cardiaca preesistente.
A seguito dell'annuncio del decesso, molti dei suoi colleghi omaggiarono la sua memoria attraverso i social media.
 Anche federazioni rivali della WWE come la All Elite Wrestling e Impact Wrestling gli resero omaggio. Fu poi intenzione della WWE donare tutti i proventi netti delle vendite del merchandise relativo al personaggio alla famiglia Rotunda. Nel corso della puntata del 25 agosto 2023 di SmackDown venne reso omaggio a Rotunda e a Terry Funk, morto il giorno prima, trasmettendo tributi e filmati dietro le quinte, e nel corso dell'evento All In della All Elite Wrestling, la House of Black rese omaggio a Bray Wyatt durante la loro entrata, accompagnati da decine di migliaia di "lucciole".
John Squires di Bloody Disgusting scrisse che Rotunda era "un talento davvero unico dentro e fuori dal ring, che resterà per sempre negli annali del wrestling". B.J. Colangelo di /Film descrisse Wyatt come "un'icona horror del wrestling", scrivendo: "Nel corso della sua carriera in WWE, Bray Wyatt è diventato davvero il nuovo volto della paura e ha incorporato l'orrore nel mondo del wrestling in un modo che nessuno prima di lui avrebbe mai potuto fare."
Il 1º aprile 2024 la WWE distribuì un documentario biografico intitolato Bray Wyatt: Becoming Immortal. Narrato da The Undertaker, il film fu un'esamina sia della carriera di Rotunda sia della sua vita privata con incluse interviste alla sua famiglia e a varie personalità WWE.

## Vita privata
Oltre al fratello minore Taylor, molti membri della sua famiglia furono wrestler: suo padre Mike, suo nonno materno Jack e i suoi zii Barry e Kendall Windham.
Fu il compagno dell'ex ring announcer JoJo Offerman; il 18 maggio 2019 la coppia ebbe il suo primo figlio, il cui padrino fu il collega ed amico Braun Strowman. L'anno successivo nacque la seconda figlia e nel 2022 annunciarono l'intenzione di sposarsi.

## Personaggio

### Mosse finali
- Come Axl Mulligan
  - Stunner
- Come Bray Wyatt/The Fiend
  - Mandible claw – 2019–2021

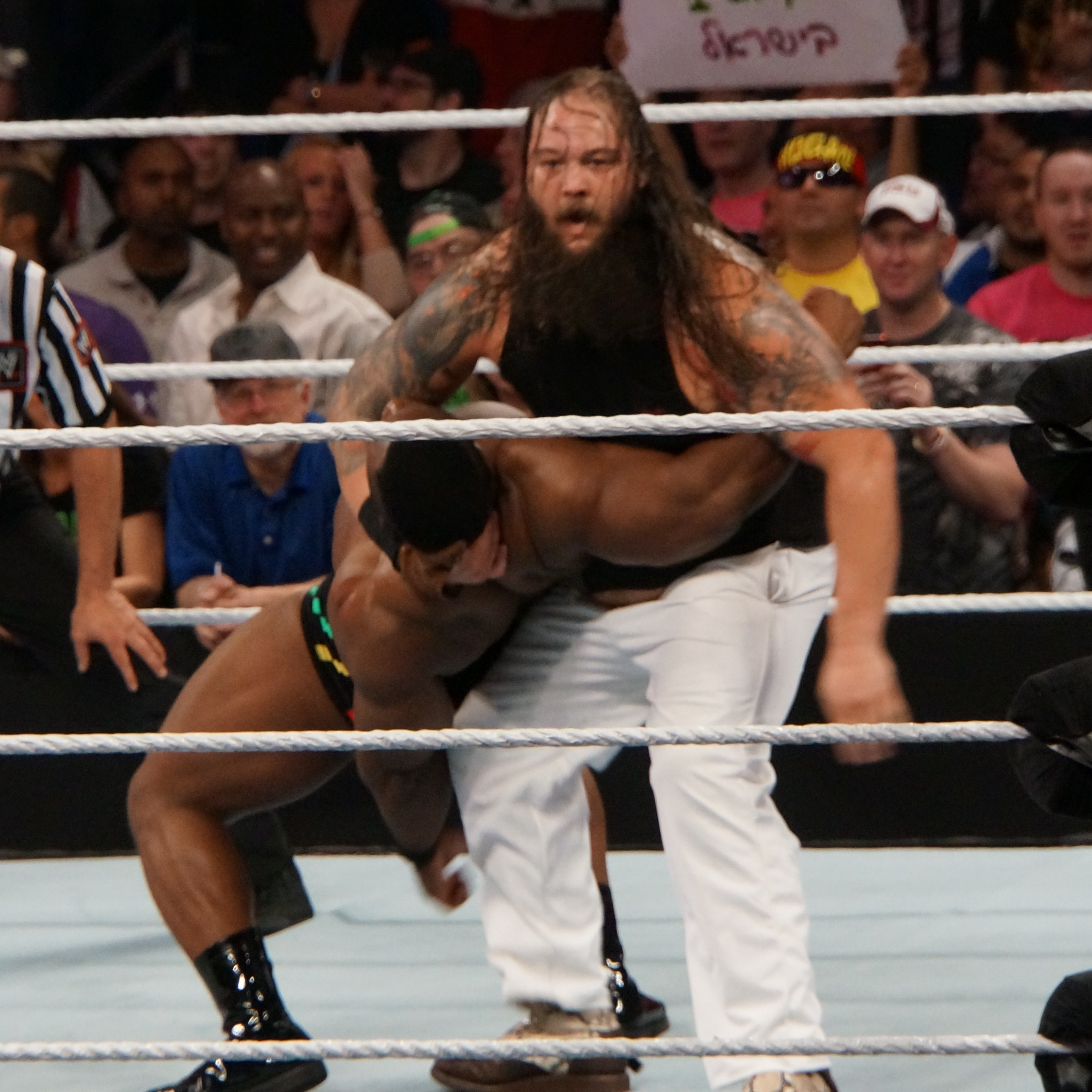
Bray Wyatt mentre si appresta ad eseguire la Sister Abigail su Big E Langston

  - Sister Abigail (Swinging reverse STO)
- Come Husky Harris
  - Running senton

### Soprannomi
- "The Eater of Worlds"[78]
- "The New Face of Fear"[79]

## Titoli e riconoscimenti
- Florida Championship Wrestling
  - FCW Florida Tag Team Championship (2) – con Bo Rotundo[1]
- Pro Wrestling Illustrated
  - Match of the Year (2014) - vs. John Cena a Payback 2014[80]
  - 6º tra i 500 migliori wrestler singoli nella PWI 500 (2014)[81]
- WWE
  - WWE Universal Championship (2)[82]
  - WWE Championship (1)[83]
  - WWE Raw Tag Team Championship (1) – con Matt Hardy[84]
  - WWE SmackDown Tag Team Championship (1) – con Luke Harper e Randy Orton[85][86]
- Wrestling Observer Newsletter
  - Best Gimmick (2013, 2019)[87]